# 마젤란투코투코
마젤란투코투코(Ctenomys magellanicus)는 투코투코과에 속하는 설치류의 일종이다. 아르헨티나와 칠레에서 발견된다. 자연 서식지는 아열대 또는 열대 기후 지역의 건조 저지대 초원이다. 티에라델푸에고 제도의 셀크남 족에게는 "쿠쿠로"라는 이름으로도 알려져 있다.

## 아종
- C. m. dicki Osgood, 1943
- C. m. fueginus Philippi, 1880
- C. m. magellanicus Bennett, 1836
- C. m. osgoodi Allen, 1905